# Kalimnos (gmina)
Kalimnos (gr. Δήμος Καλυμνίων, Dimos Kalimnion) – gmina w Grecji, w administracji zdecentralizowanej Wyspy Egejskie, w regionie Wyspy Egejskie Południowe, w jednostce regionalnej Kalimnos. W jej skład wchodzi między innymi wyspa Kalimnos. Siedzibą gminy jest Kalimnos. W 2011 roku liczyła 16 179 mieszkańców.